# Bada
bada (кор. 바다 — море) — платформа[прояснить] для мобильных телефонов с сенсорными экранами («тачфонов»), умных телевизоров и умных часов. Разрабатывалась компанией Samsung Electronics на основе опыта разработки и развития проприетарной платформы SHP (Samsung Handset Platform). Телефоны на платформе bada получили название «бадафоны» (bada phones) и позиционировались производителем как смартфоны.

## О платформе
bada является платформой закрытого типа, для которой:
- могут быть разработаны родные (нативные, от англ. native — родной, свойственный) приложения, то есть приложения, разрабатываемые непосредственно под платформу, с использованием SDK от производителя;
- может быть использовано неограниченное количество вариантов аппаратных решений, и, как следствие, ОС (Linux, RTOS, Windows Mobile)[2].

Платформа bada имеет многоуровневую архитектуру. Слой операционной системы является нижним, а вышележащие уровни используют его функции для доступа к аппаратуре.
Над уровнем ядра операционной системы (англ. kernel) располагается слой устройства (англ. device). Службы, работающие на этом уровне, базируются на возможностях уровня ядра и обеспечивают вышележащие слои доступом к таким функциям устройства, как работа с графикой, мультимедиа и коммуникациям. Именно благодаря этому уровню программы, написанные для Bada, получают 3D-графику и возможность выхода в Сеть с помощью всех известных коммуникационных интерфейсов. Кстати, обеспечением поддержки социальных сервисов вплотную занимается вышележащий уровень Service.
Программы в среде bada выполняются без использования промежуточного программного обеспечения типа Java-машины. Bada обеспечивает поддержку многозадачности и доступ программ ко всем функциям платформы.
Со второй половины 2010 года и до конца 2012 года продажи «бадафонов» составляли от 2 млн шт. до 5 млн шт. за квартал. В III квартале 2012 года bada опередила по популярности Windows Phone, но в IV квартале 2012 года снова снизила свою позицию. На конец 2012 года платформа bada занимала пятое место среди мобильных операционных систем.

## Закрытие платформы
В январе 2012 года компания Samsung заявила о планах объединения своей платформы с Tizen — другой мобильной платформой, разрабатываемой совместно с Intel, Asus и Acer. Однако окончательное решение по данному вопросу в компании тогда ещё не было принято.

### Samsung официально сменил проект bada на Tizen
25 февраля 2013 года Samsung официально заявил о слиянии bada c Tizen, заявив: «Лучше рассматривать это не как слияние, а как переход от старого качества к новому», тем самым заявив о конце bada. Полное окончание поддержки bada закончится с выходом первого Tizen-устройства.
Как ни странно, 28 февраля 2013 Samsung выпустила новую версию набора комплекта средств разработки bada SDK 2.0.6.
В апреле Samsung объявила о старте Port-a-thon для bada-разработчиков с целью мотивировать портирование приложений с bada на Tizen.
Информация о том, что компания Samsung решила закрыть свой проект разработки смартфонов на базе собственной платформы bada, не является ни новостью, ни секретом, но до недавнего времени не имелось официальных сообщений о том, что он будет трансформирован в часть разработки ОС Tizen. Сейчас же эту информацию озвучил директор Samsung Media Solutions Center г-н Хонг Вонпё (Hong Won-pyo). Разработки в рамках bada прекращаются, а всё наследие проекта будет интегрировано в Tizen. При этом возможности обновления смартфонов с bada на ОС Tizen не предполагается, хотя в дальнейшем предполагается сохранение совместимости приложений обеих систем. От этого выигрывают не только пользователи и разработчики приложений, но и компания Samsung, поскольку для новой ОС уже будет довольно приличный каталог приложений. 
Выход первых смартфонов с Tizen запланирован на август-сентябрь 2013 года.
В начале 2015 г. Samsung Electronics закрыла на своём сайте форум и прекратила поддержку разработчиков ОС bada, что  означает полное закрытие проекта bada developers.

## Конкурирующие продукты
Основные конкуренты bada:
- Android (Google)
- BlackBerry OS (BlackBerry)
- iOS (Apple)
- MeeGo (MeeGo Technical Steering Group, Nokia)
- Open webOS (Hewlett-Packard)
- Symbian (Nokia)
- Windows Phone (Microsoft)

Соотношение количества смартфонов с различными операционными системами:
| Платформа                 | 2 кв. 2010 г. | 3 кв. 2010 г. | 4 кв. 2010 г. | 1 кв. 2011 г. | 2 кв. 2011 г. | 3 кв. 2011 г. | 4 кв. 2011 г. | 1 кв. 2012 г. | 2 кв. 2012 г. | 3 кв. 2012 г. | 4 кв. 2012 г. | 1 кв. 2013 г. | 2 кв. 2013 г. |
| ------------------------- | ------------- | ------------- | ------------- | ------------- | ------------- | ------------- | ------------- | ------------- | ------------- | ------------- | ------------- | ------------- | ------------- |
| Symbian OS (Nokia)        | 40,9 %        | 36,3 %        | 32,3 %        | 27,7 %        | 22,1 %        | 16,9 %        | 11,7 %        | 8,5 %         | 5,9 %         | 2,6 %         | 1,2 %         | 0,6 %         | 0,3 %         |
| BlackBerry OS (RIM)       | 18,7 %        | 15,4 %        | 14,6 %        | 13,0 %        | 11,7 %        | 11,0 %        | 8,8 %         | 6,8 %         | 5,2 %         | 5,3 %         | 3,5 %         | 3,0 %         | 2,7 %         |
| Android (Google)          | 17,2 %        | 25,3 %        | 30,5 %        | 36,4 %        | 43,4 %        | 52,5 %        | 50,9 %        | 56,9 %        | 64,1 %        | 72,4 %        | 69,7 %        | 74,4 %        | 79 %          |
| iOS (Apple)               | 14,1 %        | 16,6 %        | 15,8 %        | 16,9 %        | 18,2 %        | 15,0 %        | 23,8 %        | 22,5 %        | 18,8 %        | 13,9 %        | 20,9 %        | 18,2 %        | 14,2 %        |
| Windows Phone (Microsoft) | 4,9 %         | 2,7 %         | 3,4 %         | 2,6 %         | 1,6 %         | 1,5 %         | 1,9 %         | 1,9 %         | 2,7 %         | 2,4 %         | 3,0 %         | 2,9 %         | 3,3 %         |
| bada (Samsung)            | 0,9 %         | 1,1 %         | 2,0 %         | 1,9 %         | 1,9 %         | 2,2 %         | 2,1 %         | 2,6 %         | 2,7 %         | 3,0 %         | 1,3 %         | 0,7 %         | 0,4 %         |
| Прочие                    | 3,2 %         | 2,5 %         | 1,5 %         | 1,5 %         | 1,0 %         | 0,9 %         | 0,8 %         | 0,8 %         | 0,6 %         | 0,4 %         | 0,3 %         | 0,3 %         | 0,2 %         |

## Продукты
Модели телефонов Samsung на платформе bada представлены в таблице.
| Модель телефона  | Год выпуска | Операционная система       | Формфактор      | Сети и частотные диапазоны                                         | Характеристика экрана                                        | Камера | Масса | Статус модели       |
| ---------------- | ----------- | -------------------------- | --------------- | ------------------------------------------------------------------ | ------------------------------------------------------------ | ------ | ----- | ------------------- |
| Samsung Wave     | 2010        | bada 1.0/1.2/2.0/2.0.1 API | моноблок        | GSM/GPRS/EDGE 850/900/1800/1900 МГц, UMTS/HSDPA/HSUPA 900/2100 МГц | WVGA (800×480), 3,3″, Super AMOLED, 16 млн оттенков цвета    | 5 Мп   | 118 г | снят с производства |
| Samsung Wave 525 | 2010        | bada 1.1/value pack        | моноблок        | GSM/GPRS/EDGE 850/900/1800/1900 МГц                                | WQVGA (400×240), 3,2″, TFT, 262 140 оттенков цвета           | 3,2 Мп | 100 г | снят с производства |
| Samsung Wave 533 | 2010        | bada 1.1/value pack        | боковой слайдер | GSM/GPRS/EDGE 850/900/1800/1900 МГц                                | WQVGA (400×240), 3,2″, TFT, 262 140 оттенков цвета           | 3,2 Мп | 118 г | снят с производства |
| Samsung Wave 575 | 2010        | bada 1.1/2.0 API           | моноблок        | GSM/GPRS/EDGE 850/900/1800/1900 МГц, UMTS 900/2100 МГц             | WQVGA (400×240), 3,2″, TFT, 262 140 оттенков цвета           | 3,2 Мп | 100 г | снят с производства |
| Samsung Wave 723 | 2010        | bada 1.1/2.0 API           | моноблок        | GSM/GPRS/EDGE 850/900/1800/1900 МГц, UMTS 900/2100 МГц             | WQVGA (400×240), 3,2", TFT, 262 140 оттенков цвета           | 5 Мп   | 113 г | снят с производства |
| Samsung Wave II  | 2010        | bada 1.2/2.0/2.0.1 API     | моноблок        | GSM/GPRS/EDGE 850/900/1800/1900 МГц, UMTS/HSDPA/HSUPA 900/2100 МГц | WVGA (800×480), 3,7″, Super Clear LCD, 16 млн оттенков цвета | 5 Мп   | 135 г | снят с производства |
| Samsung Wave 578 | 2011        | bada 1.1                   | моноблок        | GSM/GPRS/EDGE 850/900/1800/1900 МГц, UMTS 900/2100 МГц             | WQVGA (400×240), 3,2″, TFT, 262 140 оттенков цвета           | 3,2 Мп | 100 г | снят с производства |
| Samsung Wave 3   | 2011        | bada 2.0/2.0.1/2.0.5       | моноблок        | GSM/GPRS/EDGE 850/900/1800/1900 МГц, UMTS/HSDPA/HSUPA 900/2100 МГц | WVGA (800×480), 4,0″, Super AMOLED, 16 млн оттенков цвета    | 5 Мп   | 122 г | снят с производства |
| Samsung Wave M   | 2011        | bada 2.0/2.0.1             | моноблок        | GSM/GPRS/EDGE 850/900/1800/1900 МГц, UMTS/HSDPA/HSUPA 900/2100 МГц | HVGA (320×480), 3,65″, 262 140 оттенков цвета                | 5 Мп   | 121 г | снят с производства |
| Samsung Wave Y   | 2011        | bada 2.0/2.0.1             | моноблок        | GSM/GPRS/EDGE 850/900/1800/1900 МГц, UMTS/HSDPA/HSUPA 900/2100 МГц | HVGA (320×480), 3,2″, 262 140 оттенков цвета                 | 2 Мп   | 102 г | снят с производства |